# エヴァリスト・デ・マセド
エヴァリスト・デ・マセド・フィリョ（Evaristo de Macedo Filho、1933年6月22日 - ）は、ブラジル・リオデジャネイロ出身のサッカー選手、サッカー指導者。

## 経歴
1950年にマドゥレイラでキャリアをスタートさせ、1953年にフラメンゴに移籍。フラメンゴでは加入初年度からリオデジャネイロ州選手権に3年連続優勝した。1957年にスペインのCFバルセロナへと渡り、エースストライカーとして、2度の国内リーグ優勝と1961年チャンピオンズカップ準優勝を経験した。当時のバルセロナのフォワード陣は、左から順にチボル・ゾルターン、ルイス・スアレス、エヴァリスト、コチシュ・シャーンドル、ラディスラオ・クバラが並ぶという強力な布陣で、センターフォワードのエヴァリストは219試合で173得点を挙げた。1962年にバルセロナの最大のライバル・レアル・マドリードに移籍するも、ここでは24試合7得点に留まった、1964年にフラメンゴに復帰し、1967年に引退した。
選手としての最盛期をスペインで過ごしたため、ブラジル代表での出場は14試合（または11試合）8得点とあまり多くない。スペインに渡る直前の1957年コパ・アメリカでは8得点を挙げた。また、オリンピック代表として1952年のヘルシンキオリンピックに参加した。
引退後は指導者になり、1985年には短期間ながらブラジル代表監督も務めた。1986年にイラク代表監督としてワールドカップ・メキシコ大会に出場。1988年にECバイーアを率いてブラジル全国選手権で初優勝に導いた。

## タイトル

### 選手時代
フラメンゴ
- リオデジャネイロ州選手権 : 4回 (1953, 1954, 1955, 1965)

バルセロナ
- インターシティーズ・フェアーズカップ : 2回 (1955-58, 1958-60)
- リーガ・エスパニョーラ : 2回 (1958-59, 1959-60)
- コパ・デル・レイ : 1回 (1959)

レアル・マドリード
- リーガ・エスパニョーラ : 3回 (1962-63, 1963-64, 1964-65)

### 監督時代
バイーア
- カンピオナート・バイアーノ : 6回 (1970, 1971, 1973, 1988, 1998, 2001)
- カンピオナート・ブラジレイロ・セリエA : 1回 (1988)
- コパ・ド・ノルデステ（ポルトガル語版） : 1回 (2001)

サンタクルス
- カンピオナート・ペルナンブカーノ : 4回 (1972, 1976, 1978, 1979)

バルセロナ
- UEFAカップウィナーズカップ : 1回 (1981-82)
- コパ・デル・レイ : 1回 (1982-83)
- コパ・デ・ラ・リーガ : 1回 (1982-83)

グレミオ
- スーペルコパ・ド・ブラジル : 1回 (1990)
- カンピオナート・ガウショ : 1回 (1990)
- コパ・ド・ブラジル : 1回 (1997)

カタール代表
- ガルフカップ : 1回 (1992)